# ميركوري 13

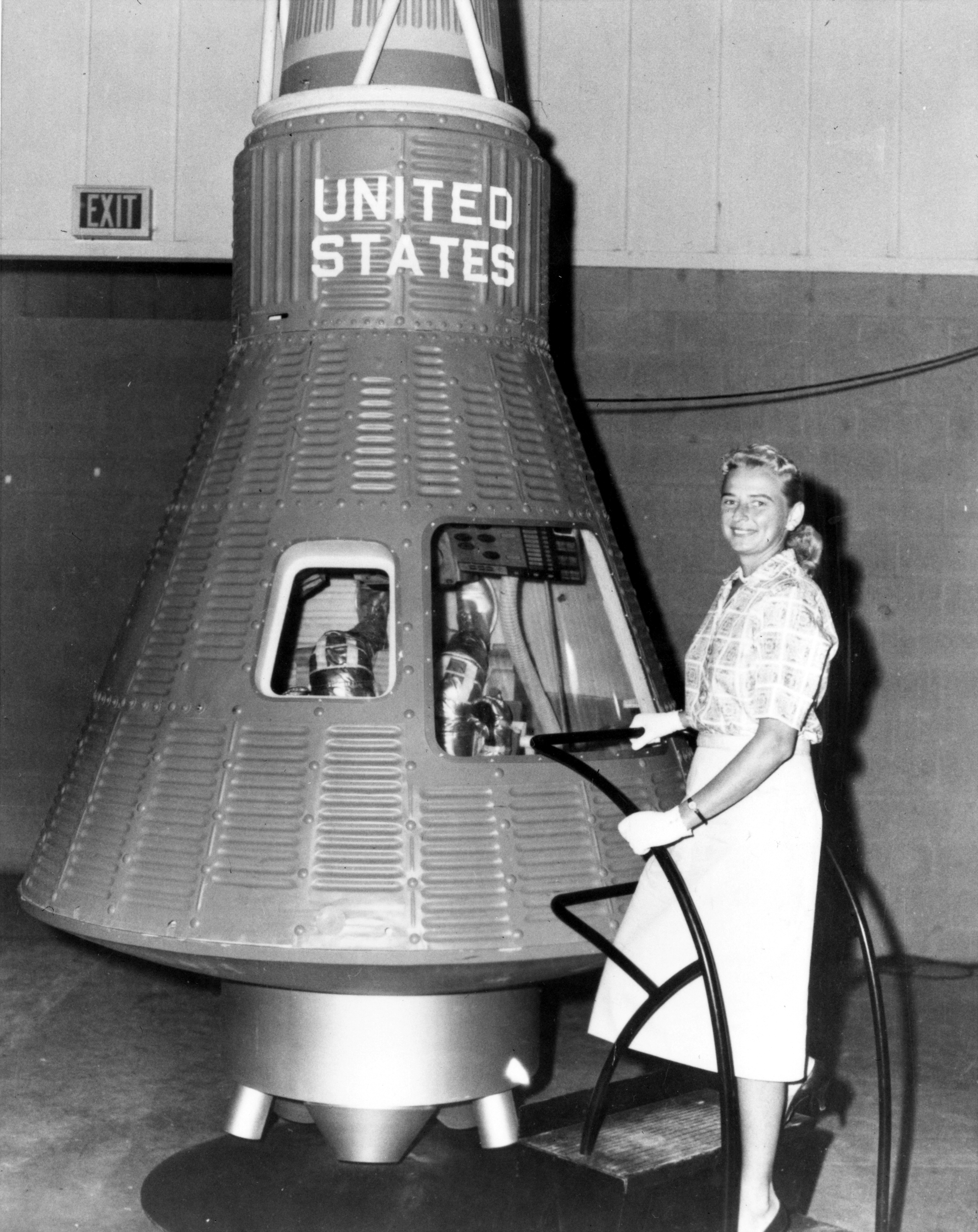
جيري كوب مع كبسولة ميركوري (في أوائل ستينيات القرن العشرين).

كانت مجموعة ميركوري 13 (بالإنجليزية: Mercury 13)‏، مكونةً من 13 امرأةً أمريكيةً كن جزءًا من برنامج ذي تمويل خاص، ونجحت المجموعة في اجتياز نفس الفحوصات البدنية التي خضع لها رواد الفضاء الذين اختارتهم وكالة ناسا يوم 9 أبريل 1959 لمشروع ميركوري. وُضع هذا المصطلح في عام 1995 بواسطة المنتج السينمائي بهوليوود، جيمس كروس، ليكون مناظرًا لمجموعة ميركوري 7، وهو الاسم الذي منحته وكالة لناسا لمجموعة رواد الفضاء الذكور التي اختارتها. ولم تكن مجموعة ميركوري 13 ضمن برامج ناسا لرواد الفضاء، ولم تذهب هذه المجموعة أبدًا إلى الفضاء، كما لم تنعقد أي لقاءات لأفراد هذه المجموعة.
وفي ستينيات القرن العشرين، كانت بعض النساء المشاركات في هذه المجموعة ضمن السياسيين الذين ضغطوا على البيت الأبيض والكونغرس الأمريكي لضم النساء في برامج رواد الفضاء. وتحدثت هؤلاء النساء أمام لجنة الكونغرس عام 1962. كتبت كلير بوث لوس مقالةً لمجلة لايف لنشر قضية النساء وانتقاد وكالة ناسا لعدم تضمين المرأة ضمن برنامج رواد الفضاء الخاص بها.

## تاريخ
علمت ناسا أن عددًا كبيرًا من المواطنين سيتقدمون للالتحاق ببرنامج رواد الفضاء، وستكون الفحوصات مكلفةً للغاية. واعتقد الرئيس الأمريكي آنذاك، دوايت أيزنهاور، أن طياري الاختبار العسكريين سيكونون أفضل من يصلح لهذه المهمة، إذ إنهم قد اجتازوا بالفعل العديد من الفحوصات الصارمة والتدريبات التي أُقيمت تحت إشراف من الحكومة. وغير هذا الاعتقاد من متطلبات الاختبار، كما أثر على الاختيار التاريخي لمن سيذهب إلى الفضاء في البداية.
ساعد ويليام راندولف لوفليس الثاني، جراح الطيران السابق ورئيس اللجنة الاستشارية الخاصة بوكالة ناسا حول علوم الحياة، على تطوير الفحوصات الخاصة برواد الفضاء الذكور، وأراد أن يعرف كيف ستكون نتيجة النساء اللائي سيخضعن لنفس الفحوصات. وفي عام 1960، وجه لوفليس، مع عميد القوات الجوية دون فليكنغر، دعوةً إلى جيرالدين «جيري» كوب، والتي كان معروف عنها تفوقها في ريادة الطيران، حتى تخضع لنفس التحديات الصارمة التي خضع لها رواد الفضاء الذكور.
أصبح لوفليس مهتمًا ببداية هذا البرنامج الخاص لأنه كان الطبيب الذي وضع الفحوصات البدنية للبرنامج الرسمي بوكالة ناسا. وكان قادرًا على تمويل برنامجه غير الرسمي، ووجه دعوةً إلى 25 امرأةً حتى يخضعن لهذه الفحوصات البدنية. كان لوفليس مهتمًا بآلية استجابة أجساد النساء عندما تكون في الفضاء. وبالرغم أنه كان ممولًا بشكل خاص، أُخفي هذا البرنامج عن العامة. ولم تُنشر أي أخبار عن مجموعة ميركوري 13 في أي منشورات كبرى، ولكنها لم تكن مجهولةً.
كانت كوب المرأة الأمريكية الأولى (والوحيدة ضمن مجموعة ميركوري 13) التي خضعت لمراحل الفحوصات الثلاثة واجتازتها بنجاح. عين لوفليس وكوب 19 امرأةً أخرى ليخضعن للفحوصات، وذلك بتمويل من زوج رائدة الطيران المعروفة عالميًا، جاكلين كوكران. ونجحت 13 امرأةً منهن في اجتياز نفس الفحوصات التي خضعت لها مجموعة ميركوري 7.  واستُبعدت بعض النساء بسبب مشاكل بالقلب أو الدماغ. أُعلنت هذه النتائج خلال الندوة الدولية الثانية لطب الفضاء والأعماق في ستوكهولم بالسويد يوم 18 أغسطس 1960.

### خلفية عن المرشحات
أُرسلت الدعوات فقط إلى من يتمتعن بخبرة طيران تصل إلى 1000 ساعة على الأقل.
وقبلت هذه المجموعة من النساء، والتي أطلقت عليهن جيري كوب اسم رائدات الفضاء المتدربات الأوائل (FLATs)، تحدي الخضوع لهذه الفحوصات ضمن هذا البرنامج البحثي.
كتبت والي فانك مقالةً توضح فيها أن النساء المشاركات في هذا البرنامج لم يعرفن بعضهن البعض خلال السنوات التحضيرية؛ نظرًا لسرية الفحوصات. واستمر هذا الوضع حتى عام 1994 عندما قُدمت عشر نساء من مجموعة ميركوري 13 إلى بعضهن البعض أول مرة.

### الفحوصات
اضطر الأطباء إلى تخمين الفحوصات اللازمة لهذا البرنامج؛ لأنهم لم يكونوا على دراية بكافة الظروف التي يمكن أن تواجه رواد الفضاء. وتراوحت هذه الفحوصات بين فحوصات عادية مثل فحص الأشعة السينية والفحوصات الجسدية العامة، وفحوصات غير عادية مثل جعل النساء يبتلعن أنبوبًا مطاطيًا لاختبار مستوى أحماض المعدة. وفحص الأطباء أيضًا الحركات الانعكاسية في العصب الزندي للنساء باستخدام الصدمات الكهربائية. ولإحداث حالة الدوار، أُطلقت مياه مثلجة على آذانهن، لتتجمد الأذن الداخلية حتى يتمكن الأطباء من قياس سرعة تعافيهن. وجعل الأطباء النساء يصلن إلى حالة الإرهاق خلال بعض التمرينات باستخدام دراجات ثابتة ذات ثقل مصمم خصيصًا لهذا الغرض؛ حتى يتمكن الأطباء من اختبار تنفسهن. وعرضت نساء هذه المجموعة أنفسهن إلى العديد من الفحوصات المزعجة عالية التوغل.

## أول رائدة فضاء أمريكية

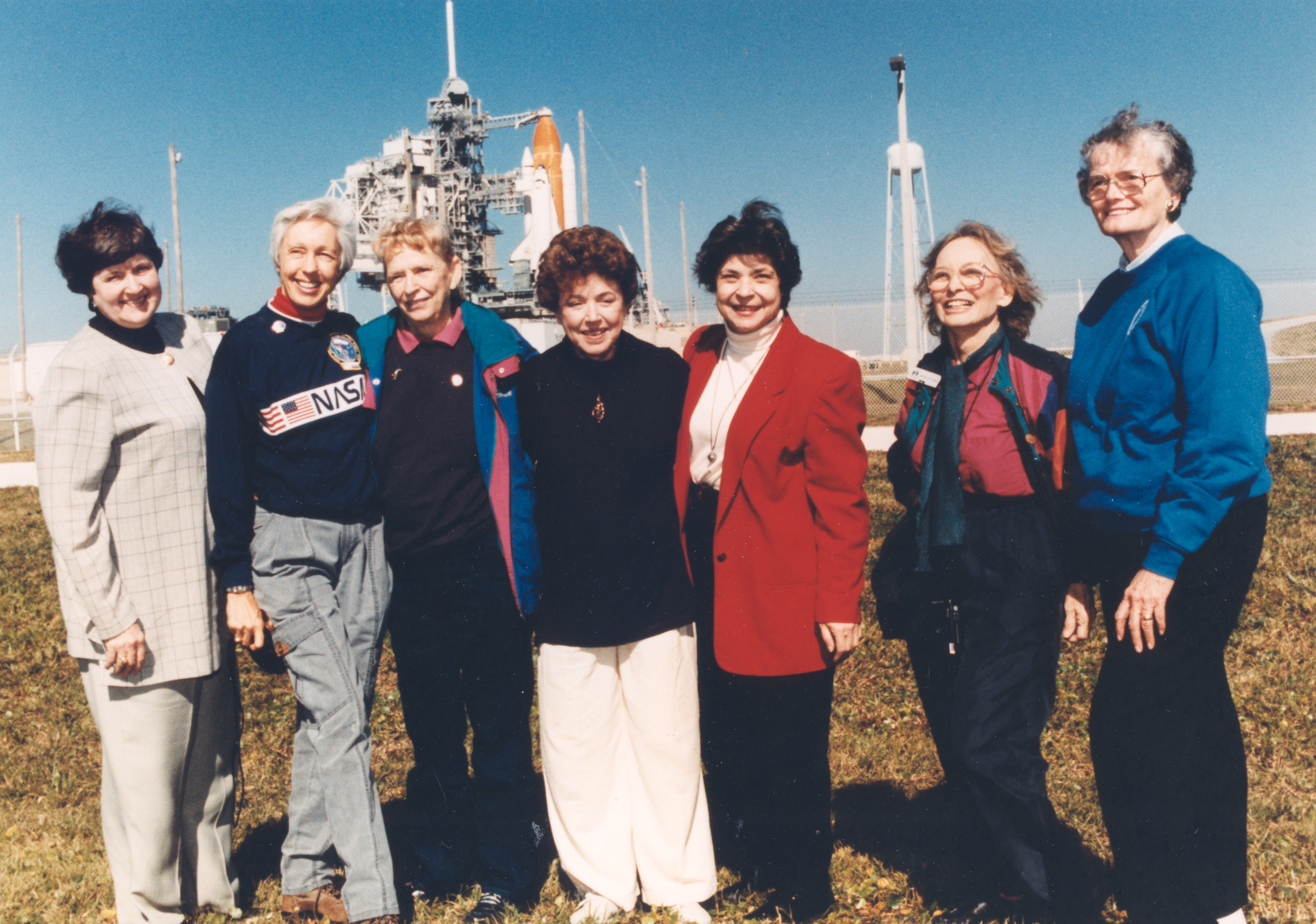
النساء السبع الأحياء من مجموعة رائدات الفضاء المتدربات الأوائل في أثناء حضورهن إطلاق بعثة إس تس إس 63 (1995). من اليسار: جين نورا جيسين، ووالي فانك، وجيري كوب، وجيري تروهيل، وساره راتلي، وميرتل كيغل، وبرنيس ستيدمان.

بالرغم من المناشدات المنفصلة التي قامت بها كل من كوب وكوكران على مدار سنوات لإعادة إحياء مشروع فحص رائدات الفضاء، لم تختر وكالة الفضاء المدنية الأمريكية أي مرشحات لريادة الفضاء حتى مجموعة رواد الفضاء الثامنة في عام 1978، والتي اختارتها الوكالة لبرنامج المكوك الفضائي التشغيلي. أصبحت رائدة الفضاء سالي رايد أول امرأة أمريكية تذهب إلى الفضاء، وذلك في بعثة إس تس إس 7 عام 1983، وكانت إلين كولينز أول امرأة تشغل موقع طيار المكوك الفضائي خلال بعثة إس تس إس 63 عام 1995. وأصبحت كولينز أيضًا أول امرأة تقود المكوك الفضائي خلال بعثة إس تس إس 93 عام 1999. وفي عام 2005، قادت كولينز بعثة إس تي إس 114 المعروفة ببعثة «العودة للطيران». وبدعوة من كولينز، حضرت سبع نساء، من برنامج لوفليس، إطلاق أول رحلة لها. وحضرت عشر نساء من «مجموعة رائدات الفضاء المتدربات الأوائل» أول بعثة بقيادتها، وأطلقت كولينز خلال هذه البعثة تذكارات لجميع أفراد المجموعة تقريبًا. وأعلنت شبكة بي بي سي الإخبارية أنه لولا القواعد التي قيدت هذه المجموعة من الطيران إلى الفضاء، كان من الممكن أن تكون أول امرأة تذهب إلى الفضاء أمريكيةً.
قالت كولينز حول مهنتها: «عندما كنت صغيرة وبدأت في القراءة عن رواد الفضاء، لم يكن هناك أي رائدات فضاء وقتها». وكان رواد فضاء مشروع ميركوري مصدر إلهام لها في طفولتها، وعندما كانت في المدرسة الثانوية والكلية، ظهرت المزيد من الفرص أمام النساء الراغبات في العمل بمجال الطيران. حاولت كولينز بعد ذلك الالتحاق بالقوات الجوية، وخلال الشهور الأولى المبكرة من التمارين التدريبية، زارت قاعدتها الجوية أحدث مجموعة لرواد الفضاء آنذاك. وكانت هذه المجموعة تضم أول رائدة فضاء أمريكية. ومن هنا أدركت كولينز رغبتها: «كنت أريد أن أكون جزءًا من البرنامج الوطني الفضائي. فإنها أعظم مغامرة على هذا الكوكب، أو خارج هذا الكوكب إن صح التعبير. وأردت أن أقود المكوك الفضائي».

### أبرز التأثيرات الأخرى
كانت رائدة الفضاء الروسية، فالنتينا تريشكوفا، أول امرأة تذهب إلى الفضاء، ويُزعم أن مؤهلاتها كانت أقل من مؤهلات أفراد مجموعة رائدات الفضاء المتدربات الأوائل، إذ إنها لم تحظ بأي مؤهلات في ريادة الطيران أو العلوم. وعند لقائها بجيري كوب، أخبرتها تريشكوفا أنها كانت قدوتها، وسألتها: «كنا دائمًا نظن أنك ستكونين رائدة الفضاء الأولى. ماذا حدث؟».